# Michael France
Michael France (San Petersburgo (Florida), 4 de enero de 1962 - 12 de abril de 2013) fue un guionista estadounidense. Sus trabajos más recordados fueron Máximo riesgo (Cliffhanger) (1993), el film de James Bond GoldenEye (1995), y la aparición en la gran pantalla de los cómics Hulk (2003), The Punisher (2004), y Los 4 Fantásticos (2005).

## Biografía
Desde joven, France era un amante de los cómics y las películas, que le inspiraron a escribir. Fue a la Universidad de Florida a principios de los 80, trabajando como proyeccionista en el pequeño cine de Gainesville (Florida). Posteriormente se graduó en la academia de cine de la Universidad de Columbia en Nueva York.
France se trasladó a Los Ángeles, California, donde empezaría su carrera de guionista con Máximo riesgo (Cliffhanger). Posteriormente escribió los guiones de GoldenEye, Hulk, The Punisher, y Los 4 Fantásticos. También trabajó aunque no estuvo acreditado en El mundo nunca es suficiente (The World Is Not Enough). France compró el histórico Beach Theater en su ciudad natal construido en 1939, un cine conocido por la proyección de cine independiente y extranjero. Murió el 12 de abril de 2013, después de complicaciones con su diabetes.